# Agrotis dirempta
Agrotis dirempta är en fjärilsart som beskrevs av Otto Staudinger 1859. Agrotis dirempta ingår i släktet Agrotis och familjen nattflyn. Inga underarter finns listade i Catalogue of Life.